# BMW VI

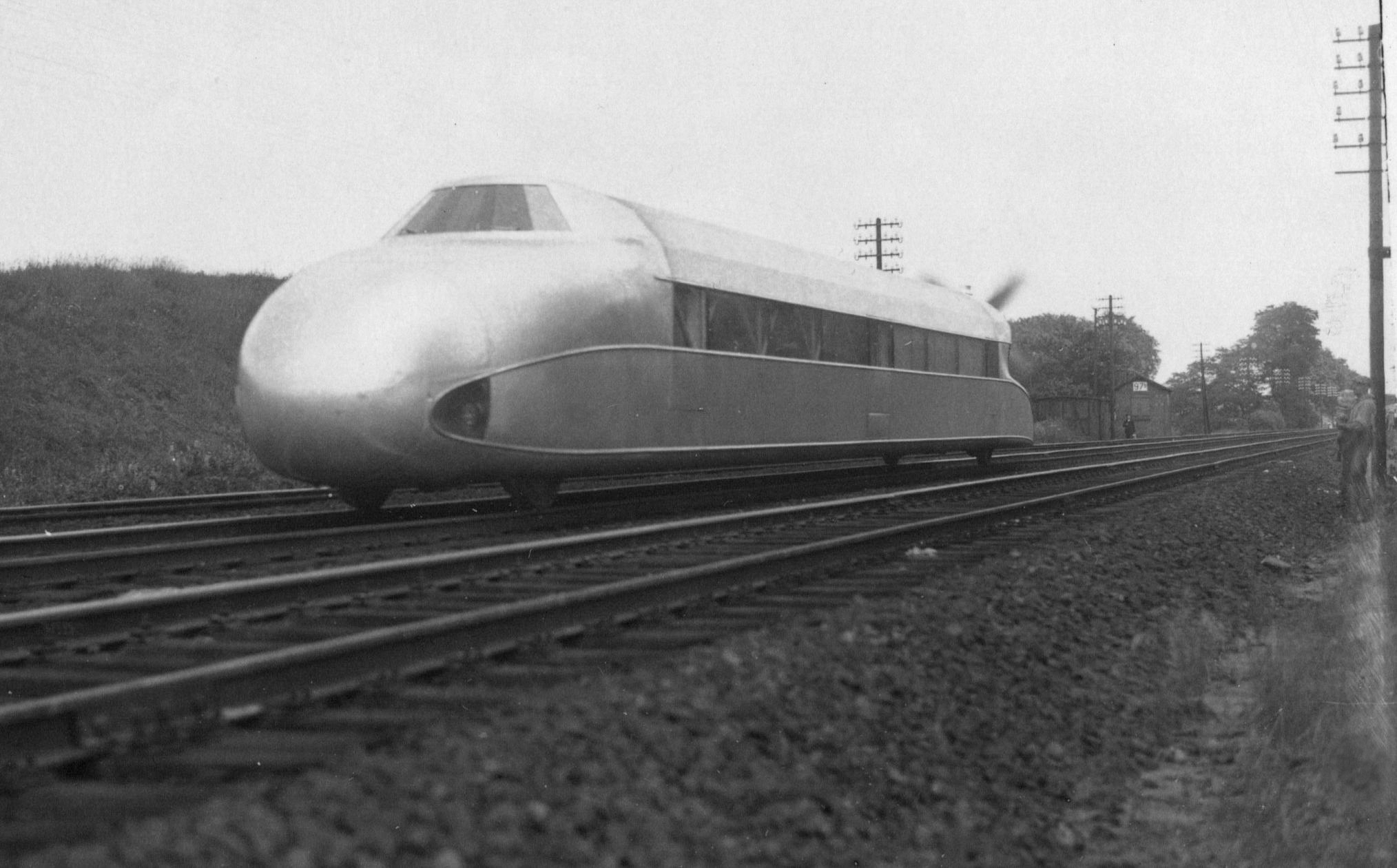
L'automotrice ferroviaria Schienenzeppelin. Notare il posizionamento posteriore dell'elica

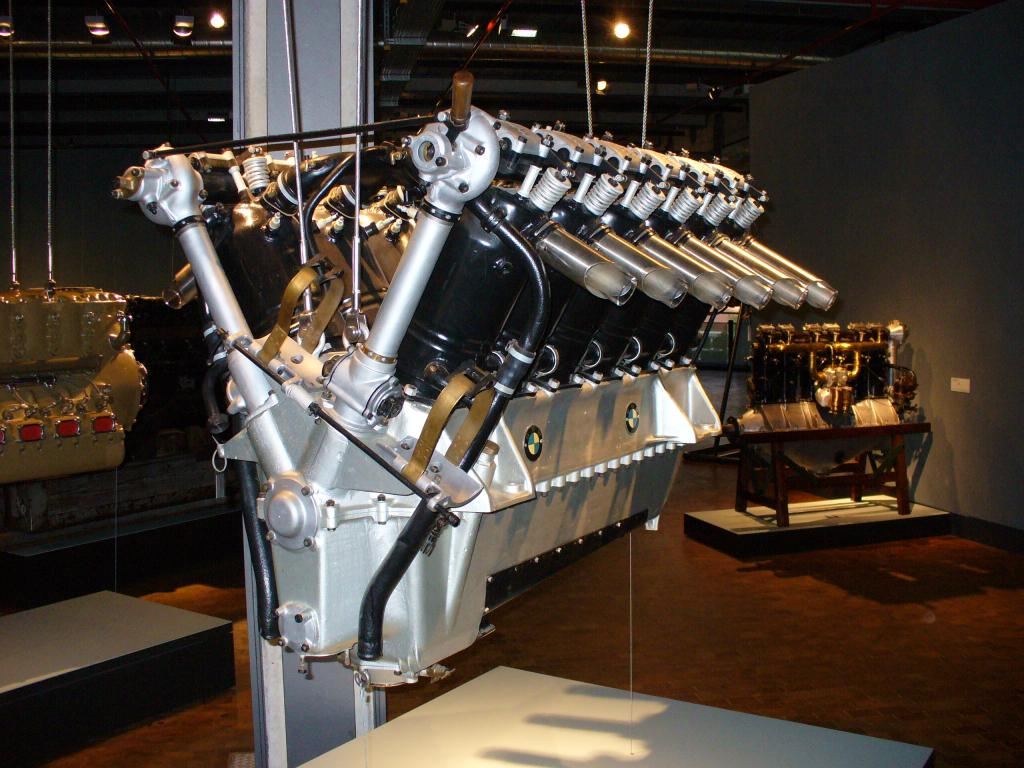
Vista posterione del BMW VI esposto al
Deutsches Technikmuseum Berlin, Germania

Il BMW VI era un motore aeronautico a 12 cilindri a V di 60° raffreddato ad acqua realizzato dalla tedesca BMW Flugmotorenbau GmbH negli anni venti. Fu il primo motore aeronautico a V costruito dalla casa tedesca e uno dei più importanti propulsori utilizzati in Germania nel periodo tra la prima e la seconda guerra mondiale.

## Sviluppo
Il BMW VI era derivato dal precedente BMW IV a 6 cilindri ed era in pratica ottenuto dall'unione dei due motori in linea, dei quali ne condivideva il disegno, tramite un unico albero a gomiti con le bancate posizionate a un angolo di 60 gradi. La distribuzione era affidata a due alberi a camme in testa.
La produzione in serie cominciò nel 1926 dopo che ne era stata concessa l'omologazione. Nel 1930, dopo che ne erano stati realizzati già 1 000 esemplari, alla Germania venne nuovamente permessa la costruzione di velivoli militari e la casa tedesca vide le commissioni dei propri motori aumentare sempre più rapidamente. Nel 1933, in un suo ulteriore sviluppo denominato BMW 106, fu il primo motore con cui la BMW cominciò la sperimentazione di un sistema di iniezione diretta di carburante.
Il BMW VI restò in produzione in varie versioni fino al 1938 raggiungendo in questo periodo in numero di almeno 9 200 unità costruite, contribuendo in modo fondamentale alla ripresa del trasporto aereo tedesco tra le due guerre mondiali.
Grazie alle sue doti di affidabilità riconosciute a livello internazionale, venne prodotto su licenza anche in Giappone ed in Unione Sovietica con le denominazioni (rispettivamente) di Kawasaki Ha-9 e di Mikulin M-17.

## Primati
Il BMW VI era utilizzato su velivoli che conquistarono numerosi primati di volo a lungo raggio, tra i quali la prima traversata da est ad ovest dell'oceano Atlantico compiuta nel 1930 da Wolfgang von Gronau con un idrovolante Dornier Do J Wal spinto da due motori BMW VI in configurazione traente-spingente.

## Altre utilizzazioni
Un'utilizzazione insolita per il BMW VI è stata quella di motorizzare la Schienenzeppelin, un'automotrice ferroviaria sperimentale ad alta velocità progettata e sviluppata nel 1929 dall'ingegnere aeronautico tedesco Franz Kruckenberg. Il motore non forniva il moto trasmettendolo direttamente al carrello ma grazie all'azionamento dell'elica posizionata, come il motore, nella parte posteriore in configurazione spingente.
Il nome "Schienenzeppelin", in tedesco letteralmente "Zeppelin su rotaia", era dovuto alla somiglianza con i famosi dirigibili tedeschi Zeppelin dei primi anni del Ventesimo secolo.

## Apparecchi utilizzatori
Germania
- Albatros L 77
- Albatros L 84
- Arado Ar 64
- Arado Ar 65
- Arado Ar 68
- Dornier Delphin
- Dornier Merkur
- Dornier Wal
- Dornier Do 10
- Dornier Do 14
- Dornier Do 17
- Focke-Wulf A 29
- Heinkel HD 44
- Heinkel HE 9
- Heinkel He 45
- Heinkel He 49
- Heinkel He 51
- Heinkel He 59
- Heinkel He 60
- Heinkel He 70
- Heinkel He 111
- Messerschmitt M 20
- Rohrbach Romar
- Rohrbach Ro IX Rofix